# Molí de Vent (el Perelló)
El Molí de Vent és una obra del Perelló (Baix Ebre) declarada Bé Cultural d'Interès Nacional.

## Descripció
Torre rodona, base d'un antic molí que va ser adaptada a usos militars.
Torre cilíndrica, amb accés allindat, la qual cosa fa suposar que ha estat modificat, està a més arran de terra i se li han obert vàries finestres. Les parets estan fetes amb aparell de pedra irregular no tenen cap senyal de merlets (que probablement no en tindria) ni mènsules. Sembla que l'han confós amb un pal de la llum.